# Hersiliodes latericia
Hersiliodes latericia is een eenoogkreeftjessoort uit de familie van de Clausidiidae. De wetenschappelijke naam van de soort is voor het eerst geldig gepubliceerd in 1869 door Grube.